# Gábor Gyepes
Gábor Gyepes (*Budapest, Hungría, 26 de junio de 1981) es un futbolista húngaro. Juega de defensa y actualmente no tiene club tras no renovar su contrato con el Portsmouth FC de Inglaterra.

## Selección nacional
Ha sido internacional con la Selección de fútbol de Hungría, ha jugado 26 partidos internacionales y ha anotado un gol.

## Clubes
| Club                    | País       | Año       |
| ----------------------- | ---------- | --------- |
| Ferencvárosi            | Hungría    | 1999-2005 |
| Wolverhampton Wanderers | Inglaterra | 2005-2007 |
| Northampton Town        | Inglaterra | 2008      |
| Cardiff City            | Gales      | 2008-2012 |
| Vasas SC                | Hungría    | 2012      |
| Portsmouth FC           | Inglaterra | 2012-2013 |

## Palmarés

### Campeonatos nacionales
| Título               | Club           | País    | Año  |
| -------------------- | -------------- | ------- | ---- |
| NB1                  | Ferencváros TC | Hungría | 2001 |
| Copa de Hungría      | Ferencváros TC | Hungría | 2003 |
| NB1                  | Ferencváros TC | Hungría | 2004 |
| Copa de Hungría      | Ferencváros TC | Hungría | 2004 |
| Supercopa de Hungría | Ferencváros TC | Hungría | 2004 |